# Cumbia peruana
La cumbia peruana es un subgénero musical popular del Perú. Se originó de la fusión de ritmos colombianos como la cumbia, cubanos tales como la guaracha, estadounidenses como el rock psicodélico y ritmos nativos del Perú como el huayno y la pandilla amazónica, así como de la presencia en menor escala de la música criolla y afroperuana.

## Historia

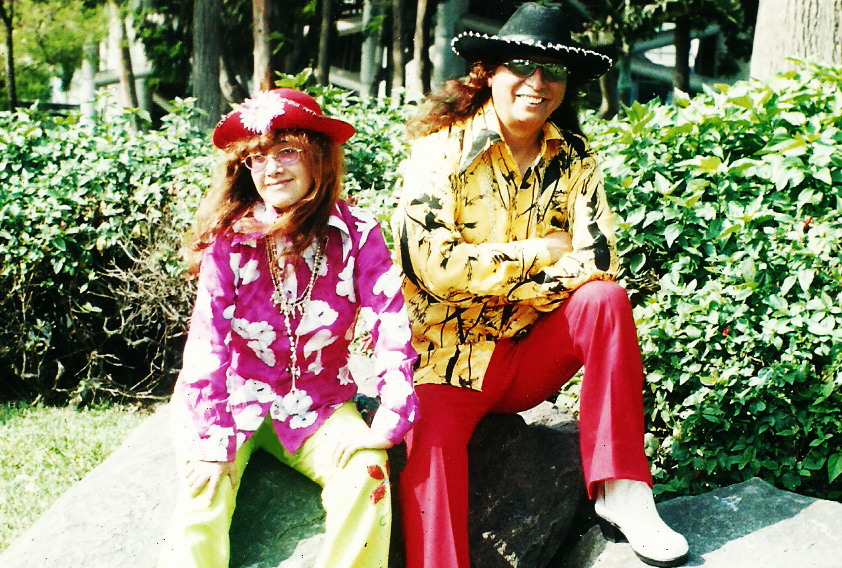
Los Destellos

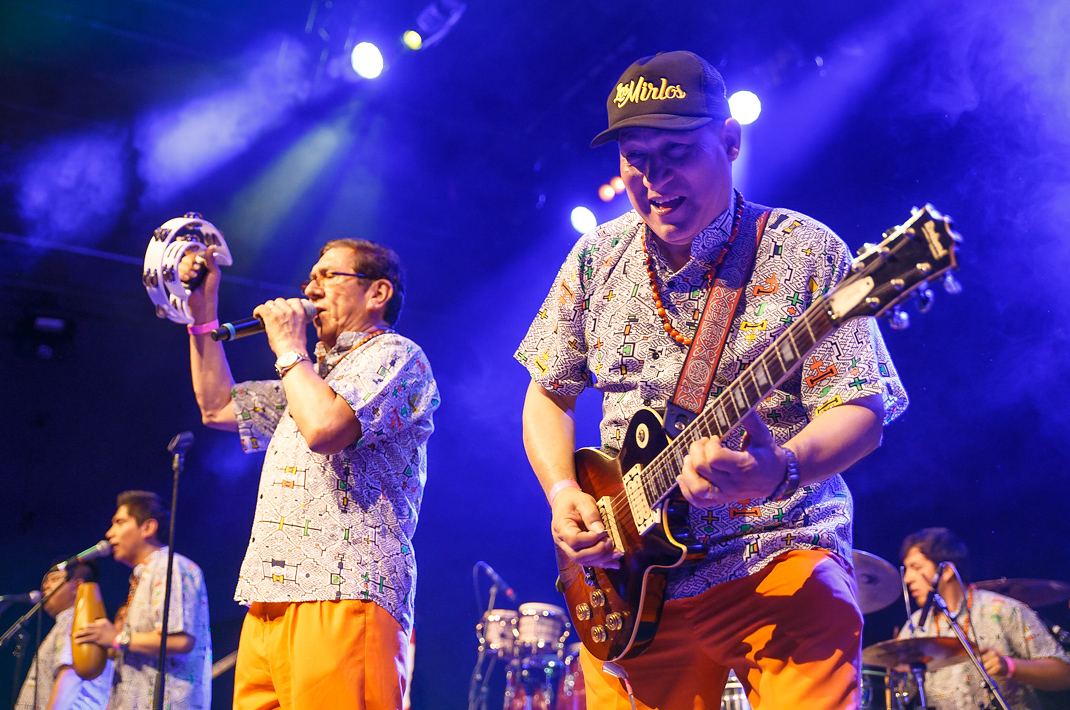
Los Mirlos, agrupación musical activa desde los años 60, en el Tour Europa 2018, en Múnich - Alemania.
De Izq. a Der.: Jorge Rodríguez Grández (cantando con micrófono en mano y tocando el aro de sonajas) y Danny Jhonston (tocando guitarra eléctrica).

Existen diferentes versiones acerca de sus orígenes. Su historia ha sido materia de estudio e interés de algunas instituciones locales. Así han aparecido las primeras investigaciones y comenzaron a realizarse homenajes y antologías.
A inicios de la década de 1960 surgieron a lo largo de la costa peruana, especialmente en Lima, agrupaciones que fusionan la guaracha y el son montuno cubano principalmente con ritmos peruanos y estilos específicos de rock, el rock gogo, muy popular en aquel entonces, y el uso de guitarra eléctrica.[cita requerida] Una de las agrupaciones que influenció la aparición del género fue Los Orientales de Paramonga, quienes definieron una mezcla de rock gogo con claros efectos de fuzztone, y guaracha cubana principalmente; este estilo influenció posteriormente en Enrique Delgado, quien apareció en escena con Los Casmeños, luego con Yasehf y su grupo y finalmente con Los Destellos en 1968 grabando las primeras cumbias en LP.[cita requerida]
El 8 de diciembre de 1969, aparece  Manzanita y su Conjunto, con un estilo diferente, un matiz entre cumbia y huayno denominándose cumbia andina con temas como "Arre caballito", entre otros, posicionándose en los primeros lugares en las principales emisoras nacionales.[cita requerida]
A partir de 1970 surgieron grupos musicales como Los Ecos de Edilberto Cuestas, de la Amazonía peruana, Juaneco y su Combo y Los Mirlos, quienes tras difundir una mezcla entre la cumbia colombiana, ritmos amazónicos y la guitarra surf, se hacen conocidos en Lima y desde ahí a todo el país.[cita requerida]
El nuevo género fue bañado con diversas influencias y cantos de la música andina. Esta fusión fue explotada por grupos como Los Shapis, Chacalón y la Nueva Crema, Vico y su grupo Karicia y Pintura Roja, definiendo un estilo conocido como chicha.[cita requerida] El estilo de cumbia con guitarra eléctrica si bien no era nueva (casi paralelamente fue utilizada en la cumbia colombiana, argentina y mexicana), si fue la que prevalece hasta la actualidad como sello de las grabaciones peruanas.[cita requerida]

### Década de 1960
En Lima de comienzos de la década de 1950 la inmigración andina había alcanzado proporciones masivas. Esta situación desarrolló un mercado interno que permitió al huayno (baile y canción más popular de los andes) llegar al éxito comercial en la capital. Llegada la década de 1960, cuando el huayno comercial estaba en su máximo apogeo, ingresa al Perú la cumbia colombiana. con cierta aceptación popular a través de grupos como «Los Corraleros de Majagual», «Los Graduados», «Los Black Stars», «La Sonora Dinamita» o «Los Teen Agers», y se unió a los estilos musicales que la población urbana del Perú ya disfrutaba: la rumba cubana, el merengue dominicano y el mambo de Pérez Prado.
Fueron apareciendo los primeros grupos locales de cumbia, que en sus primeras grabaciones no buscaron innovar el estilo original; incluso se nombraba al estilo con el nombre compuesto de «cumbia colombiana». Eran grupos de todos los lugares del Perú, pero algunos de los más llamativos eran del valle del Mantaro, cerca a Huancayo. Es el caso del grupo «Los Demonios del Mantaro» de Carlos Baquerizo Castro, que tocaba la cumbia al estilo de los conjuntos colombianos. Su canción «La Chichera» se convirtió en el primer gran éxito de «la hermosa cumbia peruana» a fines de 1965 y se le menciona frecuentemente como uno de los probables orígenes del término chicha aplicado al estilo andino de la cumbia peruana. Sin embargo, en Lima se popularizó primero la versión de «La Chichera» de «Los Demonios de Corocochay» en 1966, similar a la original pero con superior calidad de sonido.
La exitosa sonoridad de «Los Demonios del Mantaro», basada en el saxo, clarinete, güiro, armónica (rondín) y batería, inspiró a diversas orquestas nacionales como «Los Compadres del Ande» y «Los Ases de Huarochirí» pero también a otras internacionales como «Los Golden Boys», que también grabó su propia versión de «La Chichera» al estilo de la cumbia colombiana, pero, no es lo mismo igualar la chicha con la cumbia peruana.

#### El nacimiento de un nuevo género
Fueron Los Orientales de Paramonga de Maximiliano Chávez quienes marcarían el inicio de la cumbia peruana, con el uso masivo y distintivo de la guitarra eléctrica, y la guaracha y rock gogo con efectos delay, fuzztone y sobre todo el sonido del wah-wah como componentes esenciales de sus temas, de las cuales resaltamos, míticos temas casi de culto en el extranjero tales como La danza del mono; Lobos al escape, Loros en el maizal, la carcocha; El dragón/La molienta tema que formó parte de la 3era temporada de la serie Narcos de Netflix.
Enrique Delgado con Los Destellos (fundado en Lima en 1968) fue el que dio un sello definitivo a la cumbia limeña al crear un nuevo sonido con la fusión de estilos musicales diferentes en origen. Su experiencia musical, iniciada a temprana edad, incluyó la música vernacular andina (junto Pastorita Huaracina), la música criolla (con Luis Abanto Morales y Jesús Vásquez), la ranchera, música cubana y el rock (de la Nueva Ola), lo que le permitió e instó a explorar y crear diversas formas de hacer cumbia, anticipándose así a la variedad e estilos que la cumbia peruana exhibiría en los años subsiguientes.
Para la conformación del grupo convocó a músicos de diferentes vertientes musicales: Año 1966 en la segunda guitarra Enrique (conocido como el zurdo) músico criollo, en el bajo: Matias Fajardo músico criollo, batería: Eduardo Rivera, voces: Enrique Delgado y Elsa Salgado interpretando el rock, la nueva ola y el vals, que fueron cambiando a través de los años.
A Enrique Delgado se le atribuye ser el padre de la cumbia peruana, pues creó este género musical en el año 1967 y en el 68 lo da a conocer con el primer LP de los Destellos.
Enrique Delgado enseña a cada uno de sus músicos los acordes de la cumbia peruana, marcando un hito en la música peruana al introducir un nuevo género al conjugar el ritmo tropical y la velocidad del rock con los punteos criollos y las melodías sincopadas con el vital descaro amazónico. Canciones como «Qué chola tan rica», «La Charapita», «El Avispón» y «La Ardillita» firma la partida de nacimiento de la cumbia peruana. Luego vinieron muchos otros temas importantes, como El Eléctrico, Patricia y principalmente «Elsa» que los hizo reconocidos internacionalmente. Los Destellos continúan con Edith Delgado Montes, aunque con un estilo musical más convencional.

### Década de 1970: La época de Oro
A inicios de la década de 1970 y junto al éxito de Los Destellos van surgiendo, desde las diferentes regiones del Perú, nuevas agrupaciones que continúan la formación de la cumbia peruana. Los temas grabados por estos grupos, en su mayoría eran de corte instrumental o poseían poca letra, aunque esto cambiaría a mediados de la década.
A pesar de la popularidad y presencia de la cumbia ejecutada en provincias (como la cumbia amazónica), fue una época en que imperó la cumbia costeña producida en Lima.
La primera locutora de la cumbia peruana Edith Delgado Montes, hermana menor de Enrique Delgado, impone un estilo diferente de locución al tradicional de esos tiempos (1974) emitiendo los anuncios y propaganda de bailes con voz alta y rápida, acentuando la animación, estilo que hasta ahora es seguida por los locutores de la cumbia peruana , promocionando a los grupos que aparecían:
- En Pucallpa, ciudad de la selva peruana, se conforma el grupo Juaneco y su Combo liderado por José Wong Paredes «Juaneco». Esta agrupación fusionó la cumbia con ritmos y raíces musicales del oriente peruano que, unidos al sonido del órgano eléctrico Farfisa tan común en agrupaciones de rock psicodélico de la época, creó un sonido característico y único que los hizo pioneros de la llamada cumbia amazónica. Para el año 1967, era un grupo típico y ya eran conocidos en la región oriental del Perú, pero es en el año 1970 cuando lanzan su primera grabación que conocieron el éxito a nivel nacional.[10]
- Berardo Hernández, nacido en Trujillo, forma Manzanita y su Conjunto, caracterizado por el uso del órgano eléctrico junto a la guitarra eléctrica y fue uno de los primeros en ponerle el toque andino a la cumbia al interpretar clásicos de la música folclórica peruana en ritmo de cumbia, sin embargo fueron combinados también con ritmos como la Guaracha dando una fusión más rítmica, logró el éxito con temas como «Vírgenes del sol», «Valicha», «La Pampa y la Puna», etc. Su estilo particular hizo que sus grabaciones llegaran hasta México, donde su tema más famoso hasta hoy es «Vírgenes del Sol», introducida alrededor de 1975.
- Los Diablos Rojos, de la mano de su director Marino Valencia Garay se caracterizaron por la influencia de los ritmos tropicales caribeños en su música y se encumbraron como uno de los precursores de la «cumbia costeña». Canciones como «Malambo», «Rosita Bonita», «El Primer Beso», «Pedacito de mi Vida» y «Ojitos Hechiceros» fueron sus éxitos más sonados.
- Los Pakines, fundado en el Rímac en el año 1972 por los hermanos Alejandro y José Torres Liza, acompañados por Oscar Bellido y Wilberto «Beto Mena», hicieron famoso el «sonido elegante» de sus melodías instrumentales, producto del peculiar efecto de reverberación usado en su guitarra eléctrica primera, también fueron precursores del sonido «costeño» del la cumbia peruana. El clásico «Caramelo de Menta» y otras canciones como «Shaka Shaka», «Solitario», junto a la balada «Amor de Fantasía», fueron algunos de sus éxitos en aquella época.
- Jorge Rodríguez Grandez natural de Moyobamba forma en Lima el grupo Los Mirlos, uniendo el sonido y ritmos amazónicos al sabor de la cumbia colombiana. Llegan a la cúspide con el tema «Danza de los Mirlos», tema instrumental clásico por la melodía de la guitarra (en Argentina es considerado el Himno de la Cumbia[cita requerida]). Al igual que Manzanita, Los Mirlos en principio interpretaban temas de corte instrumental pero luego integraron letras sencillas como en su tema «Danza del petrolero» y más elaboradas como en «Eres Mentirosa». El éxito de la fusión de ritmos les permite difundir su música en el extranjero, lo que origina el cambio de nombre de la agrupación a Los internacionales Mirlos al grabar para empresas extranjeras. Graban un LP en México, en el año 1982, para Discos Inter-Gas, volviéndose los representantes más conocidos de la Cumbia amazónica del Perú.

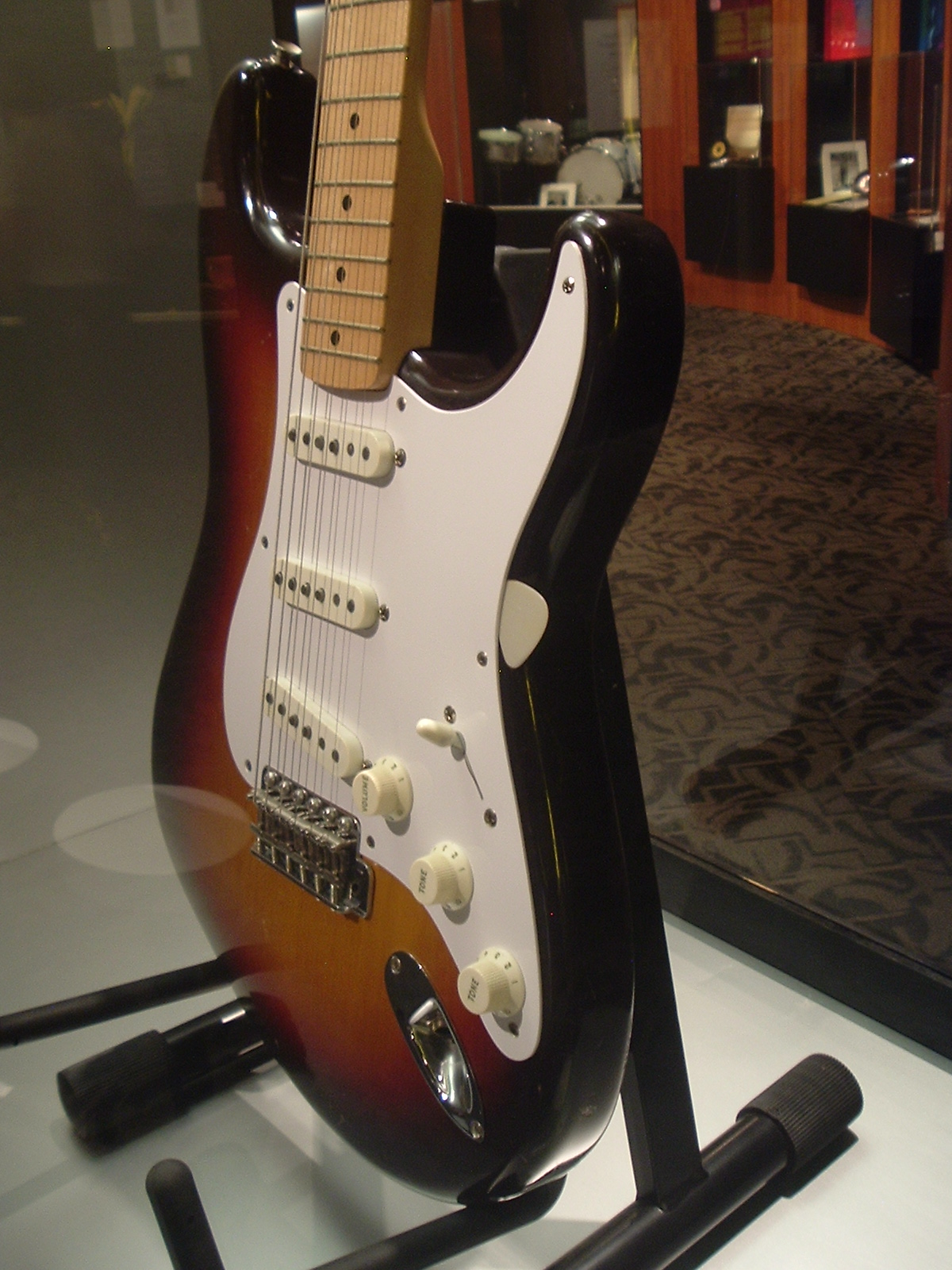
El sonido de la Guitarra Eléctrica es esencial en las canciones de Chicha. Perpetuado en la década de 1970, se caracteriza por la presencia del efecto fuzz y el uso del pedal wah-wah en ella.

La música de todos estos grupos era irradiada constantemente en los medios radiales capitalinos como Radio Excélsior, Radio Unión, Radio Atalaya, Radio Libertad y Radio Central.
En el año 1974, la primera emisora en difundir la cumbia peruana fue Radio Oriente 560 con su propietario y Director Gerente Enrique Delgado a cargo de la programación y en la animación Edith Delgado quien crea un nuevo estilo en la locución radial de la cumbia peruana muy diferente a la animación ceremoniosa acostumbrada en la década de 1970 y teniendo muchos seguidores de este estilo que se mantiene hasta nuestros tiempos.
El primer programa de cumbia peruana fue Buenos días en Oriente, promocionando en 1975 a los nuevos grupos de cumbia que aparecían y ahora son pioneros como Chacalon y la Nueva Crema, Grupo Guinda, Los Ecos,  Los Mirlos, Los Ilusionistas, Grupo Maravilla.
La calidad de las producciones musicales mejoraba debido a la competencia de muchísimas agrupaciones existentes en esta década, Las mismas que imponían calidad y nuevos sonidos acentuando el uso de la guitarra eléctrica. Sus grabaciones eran tratadas de manera profesional por empresas discográficas que impulsaron la producción de cumbia peruana, entre ellas: Sono Radio, Industrias fonográficas El Virrey, Industria Fonográfica peruana S.A., Industrias Eléctricas y Musicales Peruanas S.A., Discos Horóscopo, entre otras.
La extensión de la cumbia peruana hacia el extranjero en esta década es muy acotada ya que la comercialización y actuación de las agrupaciones se concentró en el territorio peruano únicamente, situación aprovechada en el extranjero donde se siguió difundiendo mediante covers que realizaban grupos colombianos. Así por ejemplo, llega a México el tema «Cumbia de los pajaritos» la versión colombiana de la agrupación Afrosound del tema «Danza de los Mirlos» de Los Mirlos aún antes que éstos mediante Discos Peerless, bajo licencia de Discos Fuentes.

### Década de 1980: La chicha
Durante las tres décadas que transcurrieron desde los años cincuenta el Perú, especialmente Lima, experimentó cambios sociales fundamentales. Las barriadas que aparecieron como invasiones masivas ilegales de familias inmigrantes se desarrollaron como vecindarios prósperos de las clases trabajadoras. Los descendientes de los primeros migrantes del interior, se asentaron definitivamente en la ciudad y lograron legalizar su presencia. Y la cumbia fue el sonido que los acompañó y el que les permitió identificarse desde un inicio con la nueva realidad urbana.
A finales de la década de 1970, debido a este fenómeno socio-cultural, la vertiente andina de la cumbia peruana cobra mayor fuerza. Sus cultores comenzaron a tener protagonismo en los medios de comunicación y a dejar una huella cada vez más mestiza. Las canciones con fines bailables cederían su lugar a otras cargadas de letras proletarias, las guitarras eléctricas se harían más dulces y el canto tendría un evidente sabor andino. Fue el retorno del huayno en la forma de un marco melódico y un estilo dentro de los cuales se exponían patrones de la cumbia; un estilo conocido como música chicha (no se debe confundir con la sorella —cumbia peruana—).
El principal exponente de ésta vertiente musical andina fue el llamado «Faraón de la cumbia», Lorenzo Palacios «Chacalón», quien se iniciara como cantante en Grupo Celeste para posteriormente retirarse de él y formar un grupo musical que al poco tiempo se disolvió al que llamó «El fruto Celeste» con el cual no logró grabar ni un solo LP. La fama le llegaría cuando a principios de la década se forma la empresa Discos Horóscopo de Juan Campos Muñoz y se conforma la agrupación musical «La nueva crema», para la cual se le pide a Chacalón que grabe como vocalista líder. La popularidad llegaría pronto gracias a un tema llamado «Soy provinciano» que a muchos migrantes del interior del país les significó una especie de himno de su condición social que se versionó por diversas agrupaciones en otras variantes de cumbia. Por los diversos contenidos de la letra de sus temas que reflejan parte de la marginalidad de los suburbios de la capital peruana, hizo que se hicieran multitudinarios conciertos y presentaciones en los diversos medios de la época, además de hacerle merecedor de diversos premios, entre ellos el Circe dado por cronistas del Perú y el Diana. Así como sus conciertos, su ceremonia fúnebre fue multitudinaria, haciendo popular la frase «Cuando Chacalón canta, los cerros bajan», refiriéndose a la congregación de seguidores de las periferias de la capital a todo lo que tuviera que ver con él, convirtiendo al cantante en una especie de leyenda urbana al que le atribuyen dotes de «santo».
Surgen entonces nuevos programas tropicales en radio emisoras como «Radio Mar AM» en los 70s con Román Gámez, «Radio Moderna», Radio Unión y principalmente en la muy popular «Radio Inca» de José Irei, que publicitaba las 24 horas del día principalmente a los grupos de Discos Horóscopo. Posteriormente surgieron nuevas radios tropicales como Vamisa y Universal (posteriormente La Karibeña).
Entre los muchos grupos otros grupos que aparecieron en esta época, Los Shapis fue el conjunto de música chicha más celebrado de los ochenta, el primero que rompió récords de ventas y que tuvo impacto en los medios, apareciendo en periódicos y entrevistas televisivas, su éxito que les lleva a la fama fue el tema «Mi tallercito», sin embargo en México y resto de Norteamérica, su tema «Corazón Andino» confundida con una Salsa, fue el mayor éxito chichero de Discos Peerless en el norte del continente.
Otros grupos destacados de la época que grabaron mayormente para Discos Horóscopo, SonoRadio, Infopesa, DisGonza entre otras fueron: Grupo Celeste y su éxito «El aborto», Grupo Maravilla y su «Arrepentida», Los Ecos, Grupo Guinda, Los Walkers de Huánuco con su «Boquita de Cereza» , Los Wankas, Cantaritos de Oro, Los Andinos, Pascualillo Coronado, Pintura Roja con su tema Oh virgen María!, Grupo Alegría, Grupo Melodía y Los Ovnis de Huánuco, así, también derivada de esta tendencia, agrupaciones típicas de sonidos orquestales de aires de metal como Combo Palacio (Virtuosos de la Salsa) con «El Aguajal» posteriormente regrabado (Sin ser acreditados los arreglos de Oscar "Pitin" Sanchez) por Rodolfo Aicardi su versión más famosa, Manuel Mantilla y Orquesta entre otros comienzan a versionar música chicha en cumbia con aires de metal. Muchas de éstas agrupaciones tuvieron proyección internacional moderada hacia el norte y sur del continente, pero muy populares en países vecinos como Colombia, Bolivia, Ecuador, Chile, Argentina y Brasil.
A principios de esta década surge una agrupación que introduce y consolida el estilo de cumbia colombiana con acordeón fusionada a las características guitarras eléctricas de la cumbia peruana, Alberto Maraví de Discos Infopesa forma al Cuarteto Continental que sería un hito en la introducción del concepto «cumbias pegaditas» en el país, este estilo poco explorado por agrupaciones peruanas es consolidado por esta agrupación combinando diversas tendencias de la cumbia colombiana, cumbia vallenata, merengue, charanga entre otros ritmos fusionados a los estilos de chicha de la época y cumbia peruana del pasado en un solo estilo, el proyecto se vuelve exitoso por la incursión de los cantantes y músicos más afamados de otras agrupaciones como Claudio Morán, Julio Mau Orlandini, César Prado, Raúl Serrano entre muchísimos otros que se prestaron para realizar grabaciones en la agrupación, derivado de ello posteriormente se forman agrupaciones con estilos similares o agrupaciones que cambian y prueban el estilo «cuartetero» como, Cantaritos de Oro, Cuarteto Universal, Cuarteto Los Universales de Claudio Morán, Los Continentales, Sexteto Internacional, Cuarteto Amazónico, Choby y el Cuarteto Cumbiambero, Coco Lagos Orquesta y Coros, Manuel Mantilla y su grupo mágico, Julio Mau y su Cuarteto Imbatible, Cuarteto Continente y Grupo Fantasma (estas dos últimas agrupaciones formadas por iniciativa de México para grabaciones exclusivas en Discos Peerless de aquel país, nunca comercializadas en Perú), todas las agrupaciones formadas con exintegrantes de Cuarteto Continental (excepto Cantaritos de Oro).
Aunque si bien la mayor parte de las agrupaciones peruanas realizaron giras en países vecinos, pocas se aventuraron hasta el sur y norte del continente como fue el caso de Los Destellos, Grupo Fantasma, Los Mirlos, Grupo Guinda, etc. Pero la cumbia peruana seguía expandiéndose no de esta forma si no por su repertorio y música que eran demandadas y regrabadas en diversos países por diferentes agrupaciones obteniendo diversas empresas de la industria peruana convenios con empresas de varios países del continente a las que otorga licencias, como las de Discos Fuentes con Rodolfo Aicardi y su Típica RA7 de Colombia, Discos Dark de Venezuela con Pastor López y de Discos Peerless en México el grupo Los Sonors, así mismo en estas mismas empresas, localmente en dichos países, se producen LP o casetes con música con límite muchas veces de uno o dos temas peruanos, como el LP editado en México llamado «El disco del año» en su volumen VII, con el tema de «Huayayay» del Grupo Fantasma del Perú, o en Colombia con el Trio Huaricancha con su tema «La Roncona» en los LP de «14 Cañonazos Bailables». Sólo en algunos casos se imprimían LP experimentales completos de grupos de cumbia peruana como sucedió en Argentina con Los Continentales o en México con el Sexteto Internacional y su LP «Cargamento Tropical» para Discos Peerless.

### Década de 1990: La tecnocumbia y la cumbia norteña
A finales de la década anterior y a principio de esta década, el Perú se encontraba en constantes cambios económicos y sociales que afectaron directamente a la industria discográfica. Así, gradualmente las empresas grabadoras fueron desapareciendo, debido en parte a la falta de liquidez y financiamiento para procesamiento de audio en medios ópticos, que ya habían sido asimilados en otros países del continente. La única disquera que se mantuvo y se mantiene hasta hoy es «Industrias Eléctricas y Musicales Peruanas S.A.» (IEMPSA- Odeón Perú subsidiaria de la alemana Odeón), por lo que empezó la proliferación de productoras independientes con equipos de grabación limitados y de nombres menos sofisticados como «Ovnis Producciones», «Mary Music Producciones» y «Rosita producciones», entre otras, lo cual afectó la calidad final del producto, que muy raras veces pasaba por un tratamiento profesional, más aún porque las grabaciones eran realizadas de conciertos en vivo embebiendo saludos que mandaba el público presente. No obstante, la calidad musical de la cumbia peruana a pesar de estas limitantes se mantiene.
Para las nuevas generaciones de peruanos, el momento cumbre de la cumbia en el Perú fue dado a fines de la década de 1990, con la aparición del subgénero de la cumbia mexicana llamada tecnocumbia, que se fusionó a la cumbia peruana, con su variante argentina, además de mezclarse con ritmos brasileños en su variante selvática y con la música colombiana en su variante norteña. Esta variante tenía un carácter más juvenil y actual. Rossy War se perfiló como su mayor exponente y llegó a tener moderado éxito internacional. Otra agrupación exitosa de la época fue la «Banda Techno» de Beto Cuestas y Juan Mosto con su vocalista Claudio Morán que serían exitosos en México posteriormente, el mismo Claudio Morán graba diversos éxitos inéditos en el Perú, con Claudio Morán y su banda exclusivas para México ambos grabando para Discos Peerless al estilo tecnocumbia.
Así mismo, la cumbia se abre a más posibilidades y géneros, la fusión y la variedad prosigue y esta tendencia hacia la apertura es una de las características que más definirán al género. Así, se abandona el término «chicha» para quedar el género definido como cumbia peruana, quedando el término «chicha» para representar los movimientos musicales anteriores a la década de 1990.
Se mostró la imposición de la tecnocumbia en los multitudinarios conciertos que se daban llenando coliseos de Lima y provincias, en la aparición de muchos clubs de fanes en diversos lugares, en la internacionalización de grupos como Agua Marina, Armonía 10, Néctar, el Grupo 5 y las orquestas juveniles, entre otros, y por la llegada de grupos extranjeros de cumbia a hacer conciertos masivos, como los argentinos Ráfaga, Grupo Complot y La Cumbia o los bolivianos Los Rónisch, quienes llegaron incluso a cerrar con su espectáculo la edición del Festival de la Cerveza Cuzqueña del año 2000, siendo filmados por la prensa internacional, que miraba sorprendida cómo este grupo quizás desconocido en otras latitudes compartía escenario con grandes figuras de la música y hacía vibrar a los concurrentes con sus letras simples pero amenas y cargadas de sentimiento, a la vez que altamente bailables.
Quizás lo más saltante de este momento sea, sin embargo, el hecho de que la cumbia dejó de ser la música de una clase social o económica, o de un sector geográfico diferenciado, para pasar a ser el tipo de música dominante en las principales radios y canales de televisión (el canal musical limeño Uranio 15 organizaba conciertos y daba mayor importancia a la cumbia que a otros géneros entre 1998 y el 2002, además de los programas de Janet Barboza), mientras en las discotecas, las actuaciones de los colegios, las oficinas y todo tipo de lugar, gente de todos los niveles socioeconómicas escuchaban al menos algunas canciones de este tipo de música, se hacían concursos y prosperaban las disqueras.

#### El declive
A finales de la década de 1990, sobreviene el declive del género; las causas son diversas. Se habló en su momento de poca evolución por parte de las nuevas composiciones y canciones, y de cierta improvisación de grupos nuevos que bajaban la calidad del producto final y que saturaba el género, pero se habló además de un cariz político: la música había sido utilizada por el expresidente peruano Alberto Fujimori en sus diversas presentaciones como candidato a la reelección, incluso utilizando una canción, El ritmo del Chino, como música de campaña electoral, y algunas de las estrellas más reconocidas se hallaban envueltas en acusaciones de diversos delitos relacionados con la corrupción.Lo cierto es que la Tecno Cumbia se confinó finalmente a las zonas populares de la capital (los conos y el centro histórico de Lima) y a las provincias, donde siguió siendo ampliamente dominante, llegando incluso a desplazar a la música tradicional y transformándose ella misma en la música popular y tradicional de dichos sectores, especialmente en el norte y noroeste peruano (Trujillo, Piura y Lambayeque) y la selva (Loreto y Ucayali) y en donde sigue contando con un fuerte arraigo musical y surgen nuevos grupos continuamente.
Muchas agrupaciones peruanas que grababan para disqueras extranjeras habían desaparecido, disminuido su popularidad, habían sido descatalogadas de disqueras peruanas o su interpretación se basaba en tendencias desactualizadas, y debido al declive interno de la industria fonográfica, el declive externo de la cumbia peruana fue aún más patente, México que comercializaba parte del material peruano exitoso de las dos décadas anteriores ante la falta de nuevas propuestas, centra su comercialización en material de cumbia mexicana y de Argentina, así como su preferencia de Salsa, el alto definitivo de comercialización de material peruano en Norteamérica fue en gran medida por la desaparición de Discos Peerless en el año 2002 que posteriormente fue absorbida por Warner Brothers music (Wea Latin) en 2005 cancelando toda comercialización posterior por completo de material peruano en aquella región, el último CD editado en Norteamérica relacionado con este movimiento fue la llamada «Fiebre de Tecno Cumbia con la Ola peruana» de Discos Peerless el 17 de septiembre de 2002.
Sean cuales fueran las causas del declive del género, lo cierto es que el gran apoyo mediático que tenía la tecnocumbia fue haciéndose más limitado hasta casi desaparecer por completo. Así, por ejemplo, programas televisivos «La Movida de los sábados» o «El Show de Koko Giles», programas que se había convertido de cierta manera en referentes del género, dejan de trasmitirse.

### El siglo XXI: El renacer de la cumbia
Hay tres razones fundamentales sobre las cuales la cumbia peruana renace desde el año 2007:
La primera, un trágico acontecimiento, que habría de devolver a la cumbia peruana al centro de atención. Uno de los grupos más representativos de los últimos años de la década de 1990 encontró trágica muerte cumpliendo presentaciones en Argentina: el Grupo Néctar,cuya muerte y posteriores exequias fueron ampliamente difundidos por los medios de comunicación en el Perú y que darían nuevamente el soporte mediático al género.
La segunda, una nueva generación de grupos musicales como Kaliente, o una renovación en grupos ya con varios años de existencia como Los Caribeños de Guadalupe o el Grupo 5; lo cual generaría el impulso que se vive desde ese mismo año y sobre el cual, la cumbia peruana toma lugar importante nuevamente en las preferencias musicales del público peruano.
La tercera, el genio creativo de compositores como Estanis Mogollón, considerado por muchos «el padre de la cumbia romántica»,y que ha ganado el «Premio APDAYC 2007» como «Compositor del año».
Este compositor ha escrito la mayoría de temas éxito, sobre los cuales el género regresa a los escenarios y a las preferencias del público a nivel nacional. El piurano creador de los temas de cumbia más populares, manifiesta que la mayoría de sus temas tienen como principal influencia la balada y la nueva ola, interpretadas en versión de cumbia norteña, lo que ha dado origen a una nueva denominación: la cumbia romántica (que difiere de la homónima mexicana «cumbia romántica» de la década de 1980). Temas representativos de lo anterior, son «Motor y Motivo», «El embrujo», «Solo», etc.  Actualmente «El embrujo» de Kaliente es un éxito en México al ser introducido y regrabado por el grupo Aarón y su grupo Ilusión dentro del CD Embrujados de amor y cumbia y se le escucha constantemente en la radio local.
Incluso el tema «Elsa» de Los Destellos fue incluido en la banda sonora de la película La teta asustada.
Para finales de los años 2010, la cumbia se fusiona con géneros de rock.

## Presencia femenina
En la década de 1980 existieron dos grandes antecedentes al respecto: la primera y más representativa fue la incursión de Milagros Soto, conocida en el medio como «la Princesita Milly» dentro de la agrupación de cumbia andina Pintura Roja de Alejandro Zárate en el año 1984, la segunda, y también en la misma agrupación, la joven cantante Sara Barreto conocida como «la Muñequita Sally».[cita requerida] El fenómeno sería asimilado por otras agrupaciones de la misma empresa grabadora Discos Horóscopo como la agrupación Cuarteto Universal y su tema «La gata» con una intérprete femenina, y así más tarde otras agrupaciones como Los Walkers y Silvia Tarazona.[cita requerida]
Salvo los antecedentes anteriormente descritos, la presencia femenina era muy escasa dentro de los grupos de chicha y de cumbia. Sin embargo, hacia 1998 ocurrió la irrupción masiva de la presencia femenina en la cumbia peruana,[cita requerida]lo que sumó popularidad al género en básicamente dos aspectos: el acercamiento a más público, como el juvenil, y el enriquecimiento en ritmos y en formas y pasos de baile, lo que permitió una mayor difusión en discotecas y centros de baile a nivel nacional, y una mediatización más importante del género.[cita requerida] Entre las representantes de este apartado tenemos a Ada Chura, Agua Bella , Alma Bella, Bella Bella, Euforia, Ruth Karina, Rossy War, Ana Kohler, etc. En el 2014, entra mayor impacto mediático la agrupación piurana Corazón Serrano.

## Aportes al escenario internacional
El uso e introducción de la guitarra eléctrica en las grabaciones de cumbia a nivel de América Latina no es exclusivo del Perú, debido a que como en toda América Latina, la venta y uso de guitarras eléctricas derivadas del rock & roll comienza a difundirse a través de la fuerte influencia de grupos estadounidenses como Bill Halley, Elvis Presley, y más tarde de Inglaterra The Beatles y Rolling Stones derivados de la Ola inglesa de repercusión mundial, no obstante, al margen de reivindicaciones localistas, la incorporación puntual de la guitarra como instrumento protagonista dentro de la música tropical, fue pionera en este país en la primera mitad de la década de 1960.
Bajo estas tendencias, de manera casi paralela en los países de escucha de cumbia, se introduce el instrumento por diversas agrupaciones, así por el auge de nombres de corte inglés surgen en Colombia agrupaciones cumbiamberas como Los Black Stars y Los Teenagers, utilizando en sus cumbias la guitarra eléctrica ásí como la agrupación Los Áses del Ritmo con «Cumbia de la vela» de Fernando Ortega en 1965 para Codiscos de Medellín.
De manera paralela en Argentina, autores prolíficos como Chico Novarro integran también dentro de su dotación a este instrumento aunque no como protagonista en la cumbia argentina hacia 1968 para discos CBS.
Mientras tanto, en México la primera grabación con este instrumento embebido en la cumbia mexicana fue hacia el año de 1963 por Mike Laure cuando graba para Discos Musart y en 1968 reutilizada de nuevo por Xavier Passos y su cumbia norteña (tex-mex).
Así de manera paralela, una de las principales características por las que se reconoce musicalmente a la cumbia peruana es en especial, el uso de la guitarra eléctrica y efectos de fuzztone como parte esencial del ritmo, también el uso muy común del pedal Wah-wah, que se ha mantenido hasta la actualidad desde que fuera escuchada casi por primera vez en la agrupación Los Destellos de Enrique Delgado, y su tema «La ardillita» para Discos Odeón en 1968. El tipo de ejecución sobre la guitarra eléctrica es de un estilo ya definido por el folclore particular del país de utilizar tonos altos de requinto (solo de guitarra)y por lo regular consiste de al menos una guitarra y hasta incluso tres, este tipo de composición es muy común en la mayoría de las agrupaciones peruanas con dos requintos (derivados de las arpas y guitarras ahuaynadas del Perú).
El fuzztone (deformación eléctrica del sonido de cuerdas) y el solo son muy característicos de la cumbia peruana, aun así, más tarde se integra un acompañamiento de compás rítmico retomado por agrupaciones peruanas de la década de 1980, ejemplificando lo anterior, en la parte inicial del tema «A tiempo» del Imbatible Cuarteto y Julio Mau se escucha el acompañamiento clásico de cumbia, aunque la mayoría de agrupaciones peruanas no utilizan ese tipo de acompañamiento, pero si se profundiza y acentúa el uso para requintos o solos como el alma de sus grabaciones.
La ejecución de la guitarra eléctrica en la cumbia peruana difiere de las hechas en México, Colombia y Argentina en el sentido de que la digitación sobre ese instrumento es distinta, mientras en los países mencionados los rasgueos sobre el instrumento son hacia abajo, los rasgueos en la guitarra de cumbia peruana son por lo regular rasgueos hacia arriba, o abajo o combinación de estas dos técnicas, derivadas de la digitación hecha en el huayno y la música criolla.
Debido a que desde entonces las rítmicas y estilo en el uso de la guitarra eléctrica han seguido una pauta muy particular de estilo peruano siendo un instrumento protagonista mayoritariamente en las diversas variantes de la cumbia peruana, y a que se ha mantenido hasta la actualidad sin cambios como interpretación clásica.
La Cumbia peruana ha tenido especial repercusión en el resto del continente, y ha sido gran gestora de diversos éxitos de agrupaciones nacionales e internacionales,  derivado del talento de compositores peruanos clásicos como Manuel Mantilla, Walter León con su famosa canción La Colegiala, Tito Caycho, entre muchos otros aunado al talento particular interpretativo de los músicos peruanos. Así, hubo regrabaciones de temas peruanos en casi todos los países del continente, el venezolano Pastor López es de los mayores difusores del repertorio peruano, en particular de las obras de Edilberto Cuestas Chacón, también grupos como la Típica RA7 de Rodolfo Aicardi de Colombia regrabaron temas peruanos, extendiéndose esta tendencia hacia sus países vecinos de Bolivia, Ecuador alcanzando a México país que ha regrabado mediante diversos grupos muchos temas peruanos exitosos, como Internacional Carro Show y Los Sonors y al Brasil con el tema boliviano de folclore «Llorando se fue» original de Los Kjarkas que fue adaptada en cumbia peruana por Sexteto Internacional de Julio César Mejía, notas de acordeón que serían transportadas a un sintetizador que serían la base de la versión del grupo brasileño Kaoma: «Lambada», tema de un filme del mismo nombre, de popularidad mundial.
Entre otras de las variantes se encuentra la cumbia villera el cual es un subgénero de cumbia nacida en villas miserias en Argentina, que tuvo sus inicios aproximadamente en los años 1996 y 1997, consolidándose para los años 2000, y posteriormente siendo popularizada en otros países de América Latina y las comunidades americanas fuera de la región. Aunque las precursoras de la cumbia en Argentina fueron bandas originarias de Colombia cerca de los años 1960, se reconoce a Los Mirlos como mentores en la llamada «Movida Tropical».
La Cumbia Andina Mexicana, nace en parte por la incursión del tema «Adiós Paloma» de Cuarteto Continental cuando el grupo Los Askis, iniciadores de ésta variante mexicana la regraban para Discos AFC, además de tener como base la influencia de la música de huayno y folclore de Bolivia básicamente, también toma del Perú parte de su repertorio y en algunos casos sonidos o emulaciones de versiones peruanas en cumbia de folclores bolivianos, así por ejemplo, el tema cover de la agrupación mexicana Los Yes-Yes, «Negrita», es musicalizada como lo hicieran originalmente Los Shapis, aunque su diferencia estriba que la agrupación peruana utiliza instrumentos electrónicos en el tema mientras que la mexicana instrumentos folclóricos, esto muestra el intercambio de folclore entre los países de escucha de cumbia.

## Variantes
En el Perú existen diversas variantes, siendo las más conocidas:
- Cumbia andina o Chicha, altamente fusionada con el huayno y predominante en la zona centro y sur del país (Huancayo, Tarma, Huánuco, Pasco, Puno, Cuzco, Abancay, Ayacucho, Arequipa, Moquegua y Tacna).
- Cumbia norteña, la más popular en el norte del Perú predominante en Tumbes, Piura, Lambayeque, La Libertad, Chimbote y la costa de Ancash, y también en Lima e Ica.
- Cumbia sureña, predominante en Puno, Juliaca, Tacna, Arequipa y Moquegua, además de gran aceptación en Arica, Iquique, Calama, Antofagasta y la zona andina de Bolivia. Con instrumentación completamente electrónica.
- Cumbia amazonica, predominante en Loreto, Amazonas, San Martín, Ucayali, Huánuco y Madre de Dios, con muchas variantes y altamente influenciada por la música brasileña y la música autóctona de dichos lugares, incluso hay muchos grupos que tienen canciones en portugués.
- Cumbia central, particularmente en Junín, Pasco, la sierra de Lima y Huancavelica, de esta existen diversas variantes, como la llamada «variante de la Carretera Central» o chicha propiamente dicha y la variante huarochirana, que se caracteriza por ser más acústica y usar el saxofón, además de éstas existen otras variantes menores, que ya no dependen tanto del lugar sino de las diversas fusiones que se han hecho para crearlas.
- Tecnocumbia, surge en la década de 1990 teniendo como instrumento principal el teclado.
- Cumbia sanjuanera, predominante en Piura, Huancabamba, Ayabaca y Chiclayo, es la cumbia fusionada con los sanjuanitos.
- Saxocumbia, predominante en Huarochiri, es la cumbia con instrumento principal el saxofón.
- Cumbias pegaditas, es una variante de la cumbia con instrumento principal el acordeón.

En los temas se caracteriza mucho por tocar asuntos del eterno dúo existencial: amor y desamor, y por tomar prestadas algunas canciones de los géneros folclóricos peruanos o grandes éxitos en baladas o en nueva ola y reinventarse como cumbias, y por creaciones originales que toman influencias de muchos géneros en mayor o menor grado, las cuales tienen la tendencia de presentar una gran sensibilidad, romanticismo, nostalgia, tristeza e incluso ritmo y alegría.

## Integración de subgéneros de la cumbia extranjera en la cumbia peruana
Si bien la cumbia proveniente de Colombia fue la base para su fusión con los ritmos peruanos, otros subgéneros y fusiones de la cumbia como la cumbia mexicana y la cumbia argentina se han integrado al repertorio y sonidos musicales de los grupos peruanos.
A comienzos de la década del 2000, se hizo conocida en el Perú la tecnocumbia proveniente de México, Texas y Centroamérica, la variante de los grupos bolivianos y de los grupos argentinos.
Con respecto a esto, en el pasado, grupos como Cuarteto Continental y Los Continentales habían integrado dentro de la fusión de la cumbia peruana, los sonidos y repertorios de la cumbia argentina y la cumbia mexicana regrabando temas como «La coloreteada» (una cumbia norteña mexicana), «Trigo verde» (cumbia del sureste de México), «setecientos setenta y siete días» de Argentina (cumbia santafesina) o «Cumbia bendita» de Chico Novarro, entre muchos otros temas, se habían ya amalgamado a los sonidos fusionados de lo que fue la cumbia peruana en las distintas épocas, pero, en años recientes,  se ha vuelto más patente la influencia sobre todo en grupos provenientes del norte del Perú. Así, agrupaciones como el Grupo 5, Caña Brava, Caribeños de Guadalupe o Hermanos Yaipén retoman el estilo mexicano orquestado con aires de metal con «Yo sin tu amor» un tema original de Grupo Límite y Alicia Villarreal, musicalizando casi a cabalidad estas sonorizaciones de cumbia mexicana con arreglos; Hermanos Yaipén hace lo propio con «Ojalá que te mueras» tomado de un tema de corte norteño mexicano, otro ejemplo también es Caña Brava de Lucho Paz interpretando «Que levante la mano» original de Ángeles de Charly.
También la desaparecida primer integración del Grupo Néctar toma el repertorio de Cumbia mexicana romántica, Cumbia norteña mexicana, cumbia sonidera entre otras variantes, temas que se han vuelto muy populares, emulando los sonidos de las agrupaciones del país norteño con diversos temas como «Tú vives equivocada» de conjuntos musicales como Grupo Cañaveral (originalmente titulada «Echarme al olvido» grabada en Discos Orfeón) de mediados de la década de 1990; así también de Los Ángeles Azules, derivado de sonidos orquestales de metales de las antiguas agrupaciones de cumbia mexicana de la década de 1960 o, en su caso, de los electrónicos de tecnocumbia de la década de 1980, entre otros muchos ejemplos, mostrándose así el intercambio de folclore, estilos y repertorio entre estas tres naciones.